# Beelen
Beelen – miejscowość i gmina w zachodnich Niemczech, w kraju związkowym Nadrenia Północna-Westfalia, w rejencji Münster, w powiecie Warendorf.